# Fokker F-28
Fokker F-28 Fellowship er et to motores jetfly udviklet og produceret af det hollandske selskab Fokker. Flyet blev produceret i 241 eksemplarer fra 1967 til 1987. Den første kommercielle flyvning blev foretaget af det norske flyselskab Braathens S·A·F·E den 28. marts 1969, men det første fly blev leveret til det vesttyske selskab LTU International. Flyet blev produceret i 6 forskellige udgaver, der kunne rumme imellem 64 og 79 passagerer. 

## Ulykker
Den første og største ulykke med F-28 Fellowship, var Flight 239 med Braathens den 23. december 1972, da 40 personer omkom under en flyvning fra Ålesund Lufthavn på Vigra til Oslo Lufthavn ved Fornebu.